# Chiesa di San Martino Vescovo (Temù)
La chiesa di San Martino Vescovo è la parrocchiale di Villa Dalegno, frazione di Temù, in provincia e diocesi di Brescia; fa parte della zona pastorale dell'Alta Val Camonica.

## Storia e descrizione

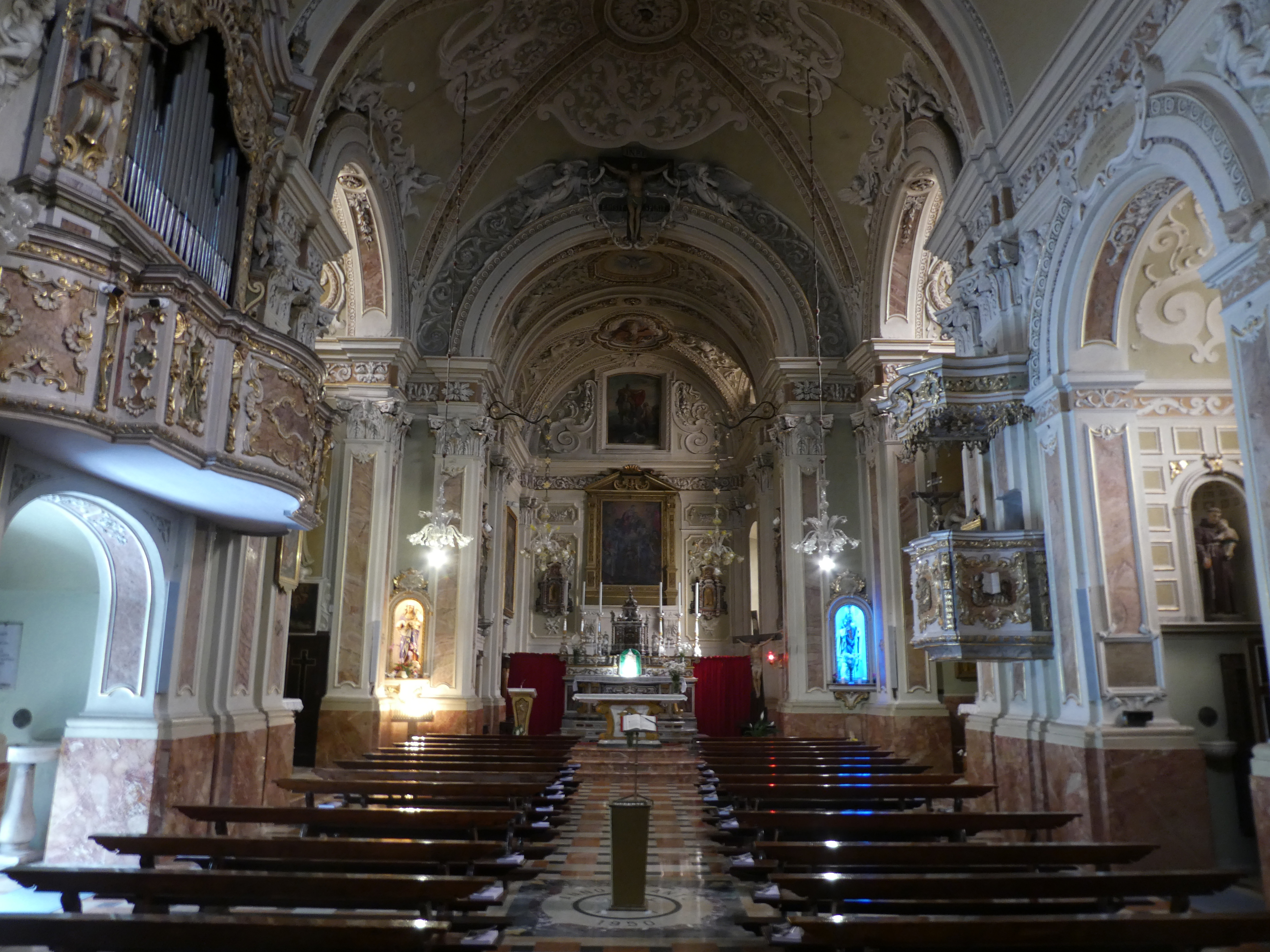
Interno

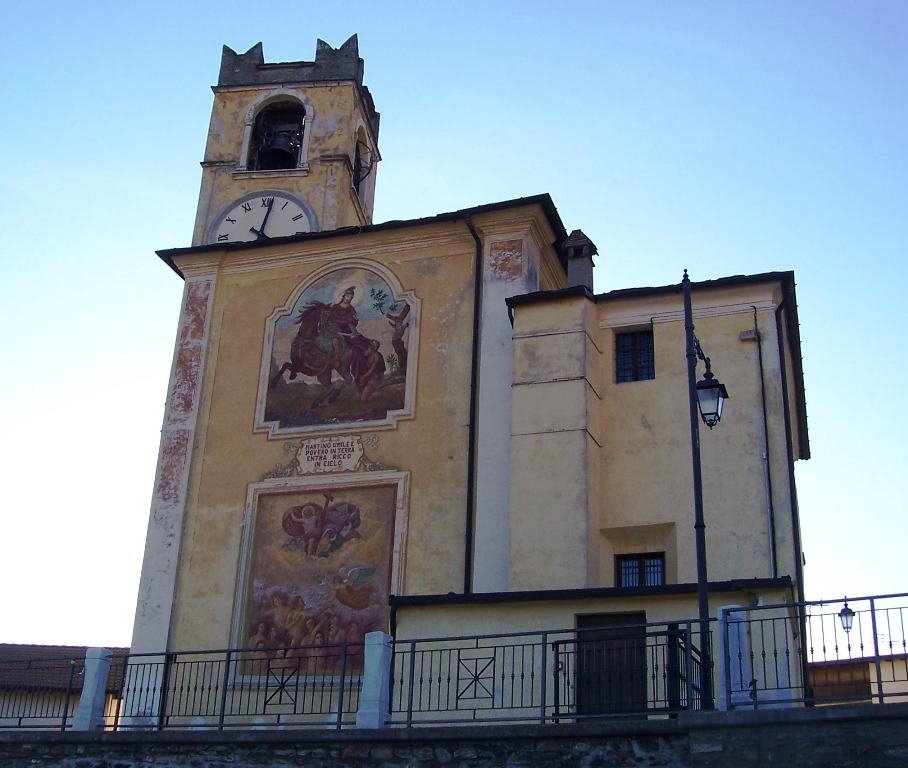
Retro

Il territorio documenta la presenza di un edificio di culto già nel XII secolo quando viene indicato come smembrato dall'antica pieve di Santa Maria di Ponte di Legno. La presenza di una chiesa dedicata al santo vescovo di Tours, e patrono dei Franchi, conferma il passaggio di Carlo Magno nel 772 in val Camonica, cristianizzandola e portando la devozione a san Martino di cui conservava il mantello in uno scrigno nella cappella Palatina ad Aquisgrana nome che deriva proprio da cappa.  Di questa prima chiesa non rimane però nessuna traccia. Fu poi ricostruita nel Cinquecento come indicato nelle visite pastorali della seconda metà del secolo che la indicano come chiesa parrocchiale nel 1562.
La chiesa fu oggetto di una ricostruzione nel Seicento in stile barocco con la fine lavori nel 1624 con la formazione del nuovo altare maggiore e la pala raffigurando la Madonna col Bambino e santi di Giovan Battista Galeazzi del 1606, anno della morte dell'artista. Del medesimo periodo è la raffigurazione del santo titolare nel catino absidale di autore ignoto. Sempre del XVII secolo è il dipinto di autore ignoto raffigurante il Giudizio Universale posto sulla controfacciata inserito in una cornice in stucco.
La facciata fu completata con il portale in marmo di Vezza realizzato nel 1748 data inserita nella cimasa. Gli affreschi presenti sulla facciata sono di autore ignoto e realizzati nel XIX secolo.
Nel Novecento la chiesa fu oggetto di un importante restauro: nel 1902 fu realizzato il portale laterale in marmo bianco, e nel 1921 la chiesa fu nuovamente consacrata a san Martino di Tours. Nella seconda metà del secolo furono eseguiti lavori di restauro sia nella parte esterna che interna, con il restauro anche delle tele e degli stucchi e la posa dell'altare comunitario per adempiere alle disposizioni del concilio Vaticano II.

## Descrizione

### Esterno
L'edificio di culto è posto su un terrapieno con il classico orientamento dell'abside a est nel centro cittadino. La facciata a capanna si compone su due ordini con l'ingresso centrale in stile barocco con portale in marmo di Vezza del 1740. La parte è divisa in cinque sezioni da lesene complete di alta zoccolatura e terminanti con capitelli, che proseguono nell'ordine successivo a sostegno dell'architrave con timpano triangolare. 
Le sezioni del primo ordine ospitano gli affreschi raffiguranti i quattro evangelisti, mentre l'ordine superiore ospitano le raffigurazioni dei quattro vescovi. Ogni affresco è inserito in una nicchia a conchiglia. Il timpano ospita l'affrescato con l'immagine di Maria Assunta. Centrale nell'ordine superiore una grande apertura rettangolare inserita in una decorazione a sguscio, con vetro istoriato raffigurante san Martino nel gesto di dividere il suo mantello e donarlo al mendicante, atta a illuminare l'aula. Le decorazioni furono realizzate nell'Ottocento da autore ignoto.

### Interno
L'interno a unica navata, che si presenta completamente decorato con stucchi e dipinti barocchi, si sviluppa su tre campate divise da lesene e con volta a vela. Le campate ospitano quattro cappella laterali. La zona del presbiterio è rialzata e anticipata dall'arco trionfale con volta a botte.

### Cappella della Madonna della Valle
Sul sagrato a sinistra dell'ingresso principale della chiesa, si trova la cappella dedicata alla Madonna della Valle, anche chiamata in dialetto bresciano Cèsulina; è una chiesa, sede dei Confratelli del Santissimo Sacramento, dove si celebrano le messe infrasettimanali.